# Про любовь (фильм, 2015)
«Про любо́вь» — российский фильм-альманах режиссёра Анны Меликян, состоящий из пяти историй, первый фильм из кинодилогии «Про любовь». Сюжет картины связан лекцией, которую читает героиня Ренаты Литвиновой. Фильм вышел в российский прокат 10 декабря 2015 года.

## Сюжет
Слушатели собрались на «Стрелке» послушать открытую лекцию «Про любовь». Женщина-лектор совмещает научные трактовки биологической сущности процессов организма с высокими чувствами, о которых пишут стихи и музыку. Лекция сопровождается опытами и экспериментами, участниками которых становятся сами же слушатели. Параллельно идут ответвления на серию новелл, так или иначе связанных с любовью.
Ролевые игры
Полицейский рейд в клубе, где собираются для свободного общения участники аниме-движения. Среди задержанных — Химея и Тайто, состоящие полгода в отношениях, но ни разу друг друга не видевшие без образов. Настоящие имена (Лена Грачёва и Игорь Петров) дают повод молодым людям встретиться в традиционном смысле, однако затея эта терпит крах. Отношения налаживаются только после возвращения юных влюблённых в яркие аниме-образы. Рекомендацией по подходящему образу воспользовалась и одинокая сотрудница полиции, которая удостоилась знаков внимания уже при первом посещении клуба.
Увольнение
Крупный бизнесмен собирает сотрудников для того, чтобы объявить о кризисе в экономике и уволить всю команду. Офис-менеджер Лиза находится в подвешенном состоянии, поскольку теперь делать кофе оказалось не для кого. Однако выдающиеся достоинства Лизы не дают покоя её руководителю, и он совершенно открыто предлагает девушке полное содержание в обмен на удовлетворение его мужских желаний. Лизу одолевают сомнения по поводу поступившего предложения и не дают покоя остающиеся без развития отношения с её парнем Гришей, который третий месяц без работы и практически не отрывается от компьютерных танчиков. Лиза решает принять предложение бизнесмена, а вечером того же дня слышит предложение руки и сердца от своего Гриши.
Фестиваль русской культуры
В Москву на фестиваль русской культуры съезжаются представители разных народов. Среди участников фестиваля — японка по имени Мияко. Среди основных её целей — поиск русского мужа. Для этого она назначает через сайт знакомств ряд свиданий, каждого из соискателей ассоциируя с музыкальными нотами. Выбор и приглашение в свой гостиничный номер получает мужчина, подаривший Мияко матрёшку, который оказывается обычным «коллекционером» секса с иностранками, имеющим жену и детей. В расстроенных чувствах Мияко стучится в дверь соседнего номера, где проживает ещё один участник фестиваля — парень-японец из её родного города. Он оказывается единственным, с кем можно обсудить русскую душу и русскую культуру. Проговорив всю ночь и исполнив для верности под гитару песню «Гоп-стоп», они находят друг друга.
Ценитель женской красоты
Борис — общественный деятель, который выступает за снос памятников, которые уродуют лицо города. Очередная акция была посвящена памятнику Петру I. Кроме того, Борис — художник-граффити, который свои увлечения переносит на однотипные скучные городские плоскости. Поэтому после каждого увлечения на очередной серой стене появляется изображение его избранницы. За изображением новой картины его застаёт жена, выследившая его по Инстаграм. Под покровом ночи она пытается уничтожить рисунок и сталкивается со своей соперницей, образ которой как раз уничтожала. Девушки знакомятся, проводят яркую ночь в городе, после чего вместе возвращаются домой, где спит их возлюбленный художник. Звучит предложение жить втроём.
Нимфоманка
Героиней заключительной новеллы становится сама лектор курса про любовь. Через сайт знакомств она назначает сексуальное свидание с незнакомцем, которым неожиданно оказывается её бывший, ныне очень хорошо обеспеченный человек. Вскоре выясняется, что накануне он сделал предложение своей юной избраннице. При этом у него стойкое нежелание вступать в брак, и к своей бывшей он обращается за платной консультацией. В результате проведённого ею анализа он узнаёт, что молодая девушка в ход пустила весь доступный ей арсенал приворотов и даже сделала куклу вуду. На просьбы снять приворот лекторша отвечает отказом и, забрав обещанный гонорар, под утро уходит. На улице она встречает художника Бориса и, в игривой манере распахнув перед ним на безлюдной улице плащ, становится для него новым объектом вдохновения.

## В ролях
- Рената Литвинова — лектор
- Кристина Исайкина — невеста
- Михаил Ефремов — жених
- Мария Шалаева — Лена Грачёва (Химея)
- Василий Ракша — Игорь Петров (Тайто)
- Равшана Куркова — Оля, сотрудница полиции
- Кэйсукэ Сибасаки — японец в Москве
- Мияко Симамура — Мияко, японка в Москве
- Юрий Колокольников — знакомый Мияко (нота Ре)
- Юлия Снигирь — Лиза, офис-менеджер
- Алексей Филимонов — Гриша, парень Лизы
- Владимир Машков — Виктор Борисович, бизнесмен
- Александра Бортич — Саша
- Мария Данилюк — Мила
- Евгений Цыганов — Борис, художник граффити и ценитель женской красоты
- Максим Лагашкин — полицейский
- Александр Робак — полицейский

### В эпизодах
- Алексей Макаров — знакомый Мияко (нота Ми)
- Алексей Смирнов
- Сергей Муравьёв — знакомый Мияко (нота Ля)
- Никита Ост — знакомый Мияко (нота Соль)
- Николай Орловский — знакомый Мияко (нота До)
- Юлия Дорофеева
- Константин Силаков
- Алина Алексеева
- Виктор Бутусов
- Стела Ильницки — слушательница лекции
- Ирина Вербицкая
- Карина Страхова
- Любовь Инжиневская
- Кирилл Василенко
- Юлия Алалат
- Дмитрий Тархов
- Марина Саргсян
- Елена Доронина
- Олег Блинов
- Марина Костеневич
- Андрей Мигачёв
- Максим Воловик
- Ирене Мускара
- Илья Ловкий
- Анна Котова
- Наталья Поклад
- Дарья Колпикова
- Жанна Виноградова

### Музыканты
- Ёлка
- Настя Пальчикова и группа «Сухие»
- группа «Каспий»
- Noize MC

## Съёмочная группа
- Режиссёр-постановщик: Анна Меликян
- Авторы сценария: Андрей Мигачёв, Анна Меликян
- Оператор-постановщик: Фёдор Лясс
- Художник-постановщик: Василий Распопов
- Художник по костюмам: Анна Чистова
- Композитор: Дмитрий Емельянов
- Звукорежиссёр: Борис Войт
- Монтаж: Михаил Игонин
- Оператор стедикама: Сергей Ключ
- Исполнительный продюсер: Валерия Козловская
- Продюсер: Анна Меликян

## Создание
Начало фильму положили две одноимённых короткометражки, которые режиссёр Анна Меликян ежегодно снимает для благотворительного аукциона Action Светланы Бондарчук. При том, что они стали основным вдохновением, в фильм ни одна из них не вошла.
После месячного препродакшна съёмки заняли 25 дней и обошлись в 55 млн рублей. Основную связующую лекцию Ренаты Литвиновой снимали на «Стрелке», куда в качестве зрителей были приглашены все желающие поучаствовать в съёмках и послушать рассказ актрисы о любви. Непрофессиональные актёры присутствуют и в отдельных новеллах, так партнёршей Евгения Цыганова стала девушка, фотографию которой режиссёр увидела в Instagram.
В новеллах фильма широко представлен срез современного большого города с увлечениями ролевыми играми (герои новеллы состоят в клубе на основе аниме Itsuka Tenma no Kuro Usagi — Химея и Тайто), зависимостью от компьютерных игр; виртуальными знакомствами; рисованием муралов… ряд понятий сопровождаются текстовыми пояснениями. В фильме упомянут (и даже использован одним из второстепенных персонажей) образ главной героини аниме «Сейлор Мун».
Связующим звеном фильма является музыкальное оформление. Песни в фильме исполняют Ёлка («Выше (Лети, Лиза)»), Noize MC («Вселенная бесконечна»), группы «Сухие» («Мы выбираем, нас выбирают») и «Каспий» («Новая жизнь»). За кадром звучат песни в исполнении Владимира Высоцкого («Баллада о любви»), Земфиры («Мечтой»), группы «Сплин» («Ай лов ю!»).
В 2017 году в прокат вышла вторая часть дилогии: «Про любовь. Только для взрослых».

## Награды и номинации
| Награды и номинации (приведено в хронологической последовательности) | Награды и номинации (приведено в хронологической последовательности) | Награды и номинации (приведено в хронологической последовательности) | Награды и номинации (приведено в хронологической последовательности) | Награды и номинации (приведено в хронологической последовательности) |
| Церемония                                                            | Награда                                                              | Категория                                                            | Номинант                                                             | Результат                                                            |
| -------------------------------------------------------------------- | -------------------------------------------------------------------- | -------------------------------------------------------------------- | -------------------------------------------------------------------- | -------------------------------------------------------------------- |
| 7 — 14 июня 2015                                                     | «Кинотавр»                                                           | «Главный приз»                                                       |                                                                      | Победа                                                               |
| 7 — 14 июня 2015                                                     | «Кинотавр»                                                           | «Приз жюри кинопрокатчиков»                                          |                                                                      | Победа                                                               |
| 26 января 2016                                                       | «Белый слон»                                                         | «Лучшая режиссерская работа»                                         | Анна Меликян                                                         | Номинация                                                            |
| 26 января 2016                                                       | «Белый слон»                                                         | «Лучшая женская роль второго плана»                                  | Рената Литвинова                                                     | Номинация                                                            |
| 26 января 2016                                                       | «Белый слон»                                                         | «Лучшая женская роль второго плана»                                  | Мария Шалаева                                                        | Номинация                                                            |
| 29 января 2016                                                       | «Золотой орёл»                                                       | «Лучший игровой фильм»                                               |                                                                      | Победа                                                               |
| 29 января 2016                                                       | «Золотой орёл»                                                       | «Лучшая женская роль в кино»                                         | Рената Литвинова                                                     | Номинация                                                            |
| 29 января 2016                                                       | «Золотой орёл»                                                       | «Лучшая мужская роль второго плана»                                  | Евгений Цыганов                                                      | Номинация                                                            |
| 29 января 2016                                                       | «Золотой орёл»                                                       | «Лучшая женская роль второго плана»                                  | Равшана Куркова                                                      | Номинация                                                            |
| 1 апреля 2016                                                        | «Ника»                                                               | «Лучшая мужская роль второго плана»                                  | Михаил Ефремов                                                       | Победа                                                               |
| 1 апреля 2016                                                        | «Ника»                                                               | «Лучший игровой фильм»                                               |                                                                      | Номинация                                                            |
| 1 апреля 2016                                                        | «Ника»                                                               | «Лучшая режиссерская работа»                                         | Анна Меликян                                                         | Номинация                                                            |
| 1 апреля 2016                                                        | «Ника»                                                               | «Лучшая женская роль второго плана»                                  | Мария Шалаева                                                        | Номинация                                                            |
| 2 — 6 сентября 2016                                                  | «Кинофестиваль БРИКС»                                                | «Главный приз»                                                       |                                                                      | Номинация                                                            |